# Dana Barron
Dana Barron (New York City, 22 aprile 1966) è un'attrice statunitense nota per il ruolo dell'originale Audrey Griswold nel film National Lampoon's Vacation (1983), che ha ripreso nel 2003 in National Lampoon's - Vacanze di Natale, prodotto per la televisione dalla NBC.

## Biografia
Barron è nata a New York City. Sua madre, Joyce McCord, è un'attrice teatrale. Suo padre, Robert Weeks Barron, era un regista di spot pubblicitari e un pastore di chiesa congregazionalista, che fondò la Weist-Barron School of Television, la prima scuola di recitazione televisiva per pubblicità e soap opera al mondo.
Dana Barron ha una sorella di nome Allison ed appartiene ad una famiglia di intrattenitori: suo nonno era un cantante d'opera e sua madre si trasferì dall'Alabama per diventare un'attrice.

### Carriera
La sorella di Barron, Allison, aveva fatto spot televisivo in giovane età e Dana disse a suo padre che desiderava fare lo stesso. Ha iniziato a recitare all'età di 10 anni, facendo anche spot pubblicitari. All'età di 11 anni, è apparsa con Christine Baranski in Hide and Seek a Broadway. All'età di 13 anni, il suo primo film è stato l'horror He Knows You're Alone, con Tom Hanks alla sua prima prova da attore.
Nel 1983, Barron ha recitato nella commedia di Chevy Chase National Lampoon's Vacation nel ruolo di Audrey Griswold. Il film è diventato un cult e Barron avrebbe ripreso il ruolo 20 anni dopo nello spinoff del film per la TV della NBC, National Lampoon's - Vacanze di Natale.
Barron ha ricevuto un Daytime Emmy Award nel 1989 per la sua apparizione nello speciale doposcuola della CBS No Means No.
È apparsa, inoltre, nella soap opera Una vita da vivere dal 1984 al 1985 come Michelle Boudin. Nel 1998 ha recitato nella serie televisiva I magnifici sette nel ruolo di Casey.
Ha avuto un ruolo ricorrente come Nikki Witt nella serie Fox Beverly Hills, 90210, durante la quale è stata in grado di realizzare i vestiti del suo personaggio e modificare le sue battute. Per il suo ruolo ha vinto nel 1993 il premio Young Artist Award come "Miglior giovane attrice ricorrente in una serie televisiva".
Nel 1992 ha recitato con JoBeth Williams e Chris Burke nel film della NBC Jonathan: The Boy Nobody Wanted. Inoltre, ha fatto apparizioni come ospite in programmi TV tra cui Un giustiziere a New York, L'ispettore Tibbs, La signora in giallo e Babylon 5.
Oltre alla recitazione, Dana Barron è attiva anche nella beneficenza: ha partecipato come insegnante volontaria per l'organizzazione no profit United in Harmony a Los Angeles per 19 anni, oltre an essere un membro fondatore di Children Uniting Nations, un'organizzazione che organizza programmi monitoraggio per bambini affidati.

## Vita privata
Barron ha avuto una relazione a lungo termine con il regista Michael Vickerman. Hanno un figlio di nome Taylor.

## Filmografia

### Cinema
- He Knows You're Alone, regia di Armand Mastroianni (1980)
- National Lampoon's Vacation, regia di Harold Ramis (1983)
- Catholic Boys (Heaven Help Us), regia di Michael Dinner (1985)
- Il giustiziere della notte 4 (Death Wish 4: The Crackdown), regia di J. Lee Thompson (1987)
- Heartbreak Hotel, regia di Chris Columbus (1988)
- Il mio amico ninja 2 (Magic Kid II), regia di Stephen Furst (1994)
- Una vita difficile (In the Living Years), regia di John Harwood e Johnny Remo (1994)
- La spirale della vendetta (City of Industry), regia di John Irvin (1997)
- La maschera di ferro (The Man in the Iron Mask), regia di William Richert (1998)
- Dumped - Le regole dell'amore (Dumped), regia di Oliver Robins (2000)
- Stageghost, regia di Stephen Furst (2000)
- Una babysitter perfetta (The Perfect Nanny), regia di Robert Malenfant (2001)
- Night Class, regia di Sheldon Wilson (2001)
- Roomies, regia di Oliver Robins (2004)
- Pucked, regia di Arthur Hiller (2006)
- Happythankyoumoreplease, regia di Josh Radnor (2010)
- The Invited, regia di Ryan McKinney (2010)

### Televisione
- The Brass Ring, regia di Bob Balaban – film TV (1983)
- Una vita da vivere (One Life to Live) – serial TV, 2 episodi (1984)
- Un giustiziere a New York (The Equalizer) – serie TV, episodio 1x07 (1985)
- CBS Schoolbreak Special – serie TV, episodio 6x01 (1988)
- L'ispettore Tibbs (In the Heat of the Night) – serie TV, episodio 3x05 (1989)
- Le nuove avventure di Guglielmo Tell (Crossbow) – serie TV, 58 episodi (1987-1989)
- High, regia di Bruce Paltrow – film TV (1989)
- Jonathan - Il bambino che nessuno voleva (Jonathan: The Boy Nobody Wanted), regia di George Kaczender – film TV (1992)
- Beverly Hills 90210 – serie TV, 9 episodi (1992)
- A casa con i Webber (At Home with the Webbers), regia di Brad Marlowe – film TV (1993)
- Dream On – serie TV, episodio 4x21 (1994)
- Rebel Highway – serie TV, episodio 1x08 (1994)
- The Watcher – serie TV, episodio 1x08 (1995)
- La signora in giallo (Murder, She Wrote) – serie TV, episodio 11x19 (1995)
- Babylon 5 – serie TV, episodio 5x13 (1998)
- I magnifici sette (The Magnificent Seven) – serie TV, 6 episodi (1998-2000)
- Python - Spirali di paura (Python), regia di Richard Clabaugh – film TV (2000)
- National Lampoon's - Vacanze di Natale (Christmas Vacation 2: Cousin Eddie's Island Adventure), regia di Nick Marck – film TV (2003)
- McBride: Omicidio dopo mezzanotte (McBride: Murder Past Midnight), regia di Kevin Connor – film TV (2005)
- Pandemic - Il virus della marea (Pandemic), regia di Armand Mastroianni – film TV (2007)
- La lista di Babbo Natale (Naughty or Nice), regia di David Mackay – film TV (2012)
- Leverage - Consulenze illegali (Leverage) – serie TV, episodio 5x13 (2012)
- La sposa di neve (Snow Bride), regia di Bert Kish – film TV (2013)
- The Goldbergs – serie TV, episodio 7x01 (2019)